# Vítor Baptista
Vítor Manuel Ferreira Baptista (Setúbal, 18 de Outubro 1948 - 1 de Janeiro 1999) foi um futebolista português. Era conhecido pela sua genialidade, excentricidade, irreverência e imprevisibilidade, pois não tinha muita disciplina táctica. Devido à sua personalidade era comparado com George Best.

## Carreira

### Clubes
Natural de Setúbal, filho de um electricista e de uma operária de conservas, aos 13 anos começou a trabalhar como empregado numa mercearia. Aos 15, depois de participar num torneio de futebol de salão, em que foi o segundo melhor marcador (atrás de Quinito, mais tarde treinador) Vítor Baptista terá tomado a decisão de se tornar jogador profissional de futebol. 
Iniciou a sua carreira no Vitória de Setúbal, onde em 1967, com apenas 18 anos, venceu uma Taça de Portugal (uma das três que o clube sadino alcançou até hoje). Na sua última época pelo Vitória marcou 22 golos, despertando o interesse do Sporting e do Benfica.
Transferiu-se para o Benfica a 19 de Julho de 1971 por três mil contos mais o passe de José Torres, Matine e Praia, na transferência mais cara do futebol português até à altura. Estreou-se na equipa principal com um golo ao Vitória de Setúbal, a sua anterior equipa. Ao longo das sete épocas em que representou o Benfica, participou em 150 jogos oficiais, tendo marcado por 62 vezes. O seu último golo pelo Benfica, obtido através de um remate potente, foi frente ao rival Sporting num jogo realizado no Estádio da Luz a 12 de Fevereiro de 1978. 
A sua classe foi determinante ao revelar uma técnica apurada, uma boa visão de jogo e uma grande capacidade de finalização. Ganhou cinco campeonatos e uma Taça de Portugal pelos encarnados. No Benfica manteve uma relação difícil com os treinadores Mário Wilson e John Mortimore. O seu último jogo de águia ao peito foi em Fevereiro de 1978, num jogo com o Vitória de Guimarães. Nesse tempo, já tinha problemas com drogas pesadas.
Regressou ao Vitória de Setúbal na época 1978/79 devido a divergências com a direcção do Benfica quanto ao seu salário. No Boavista, equipa que representou na época de 1979/80, chateou-se com José Maria Pedroto, voltando a sair devido a desacordos contratuais com o presidente Valentim Loureiro. Mais tarde viria a rumar aos EUA para representar o San José Earthquakes, da Califórnia, a convite de António Simões, jogando com Guus Hiddink. No Montijo foi jogador e treinador. Retirou-se com 37 anos na equipa regional dos Estrelas do Faralhão.

### Selecção Nacional
Vestiu a camisola das quinas apenas por onze vezes, devido a um desentendimento com o seleccionador Juca em 1976, sendo afastado definitivamente da selecção.
Foi convocado por Juca para o jogo Chipre-Portugal, de qualificação para o Mundial-78. Em 4 de dezembro de 1976, de Lisboa a Limassol, a selecção faz escala em Atenas num avião da TWA. Chegados ao hotel, Juca avisa que terá lugar um treino ligeiro antes do jantar. À hora marcada, todos aparecem menos Vítor Baptista, que só chega no final dos exercícios com ar de turista. Repreendido por Juca, justifica-se com o facto de nada ter ouvido e chama todos de malucos. É recambiado para Lisboa, na véspera do jogo, ganho por Portugal (2-1).

## Morte
Vítor Baptista viria a falecer, após um final de vida de pobreza (resultado de alguns excessos cometidos durante a vida), a 1 de Janeiro de 1999, aos 50 anos de idade. Os seus últimos anos de vida foram passados a trabalhar em cemitérios e como funcionário da câmara de Setúbal para limpar as ruas.

## Títulos
V. Setúbal
- Taça de Portugal: 1966/67

Benfica
- Campeonato de Portugal: 1971/72, 1972/73, 1974/75, 1975/76, 1976/77
- Taça de Portugal: 1971/72